# Trochosula luctuosa
Trochosula luctuosa är en spindelart som först beskrevs av Cândido Firmino de Mello-Leitão 1947.  
Trochosula luctuosa ingår i släktet Trochosula och familjen vargspindlar. Inga underarter finns listade i Catalogue of Life.